# Sergio Skopinski
Sergio Skopinski foi o proprietário da "Indústria e Comércio de Porcelanas Rebis Ltda.", conhecida simplesmente por Rebis, empresa que manteria ativa ao longo de 57 anos.

## Biografia
Apesar da fábrica Rebis ter se destacado sob o comando de Sergio Skopinski, ela iniciou suas atividades em 1956, quando o alemão Anton Steiner deixou a Renner, onde trabalhava como artesão, para abrir seu próprio negócio com dois outros sócios, o polonês Josef Bilan e o iugoslavo Ivo Res. Logo em seguida, um quarto sócio, brasileiro, filho de imigrantes poloneses, Sergio Skopinski, foi convidado a ingressar na empresa a fim de cuidar de sua administração e contabilidade. Sergio Skopinski não possuía conhecimentos prévios sobre a produção das “estatuetas”, mas ainda assim se tornaria em pouco tempo o único proprietário da empresa e a manteria ativa por 57 anos. Sob comando de Sergio, a fábrica chegou a ter 35 funcionárias neste período, a maioria mulheres sem experiência com qualquer tipo de trabalho com porcelana, muito embora tivessem suas habilidades em costura e nas atividades de dona-de-casa. Juntas, elas produziram centenas de milhares de esculturas.
Ao lado de Skopinski, então sócio-administrador da Rebis, figuraram ainda como sócios Marcos Roberto Ribeiro Santana e Magda Susana Carniel.

### Vida pessoal
Sergio Skopinski foi casado com Shirley Skopinski.